# News from Home
News from Home is een Frans-Belgisch-Duitse dramafilm uit 1977 onder regie van Chantal Akerman.

## Verhaal
Beelden van het leven in New York worden in de film vermengd met de commentaarstem van regisseur Chantal Akerman die voorleest uit brieven van haar moeder. In de film passeren onder meer ruzies, scheidingen en zwangerschappen de revue. Intussen gaat het leven in New York zijn gewone gangetje.